# Kitty O'Neil
Kitty Linn O'Neil, född 24 mars 1946 i Corpus Christi, Texas, död 2 november 2018 i Eureka, South Dakota, var en amerikansk simhoppare, racerförare och stuntkvinna.

## Biografi
När O'Neil gick till high shcool var hon en framgångsrik simhoppare. Hon var uttagen till de olympiska sommarspelen 1964 men hon drabbades av hjärnhinneinflammation som betydde slutet för hennes idrottskarriär. Istället började O'Neil köra olika motorfordon. Samtidig fick hon i Hollywood anställning som stuntkvinna där hon bland annat medverkade i filmen Blues Brothers samt i TV-serierna Wonder Woman och The Bionic Woman.
Året 1976 slog hon det aktuella hastighetsrekordet för kvinnor i landfordon. Fordonet var en raketliknande konstruktion och hon nådde en genomsnittlig hastighet av 825 km/h på en saltsjö i Alvordöknen i delstaten Oregon.
Fram till 1982 hade hon slagit 25 hastighetsrekord på olika landfordon och fartyg.